# リオ (イタリア)
リオ（イタリア語: Rio）は、イタリア共和国トスカーナ州リヴォルノ県にある、約3,400人の基礎自治体（コムーネ）。
コムーネ統廃合 (it:Fusione di comuni italiani) により、2018年1月1日に、リオ・マリーナとリオ・ネッレルバが合併して発足した。

## 地理

### 位置・広がり
ティレニア海に浮かぶエルバ島に位置する。

#### 隣接コムーネ
隣接するコムーネは以下の通り。
- ポルト・アッズッロ
- ポルトフェッラーイオ

### 気候分類・地震分類
リオにおけるイタリアの気候分類 (it) および度日は、zona C, 1033 GGである。
また、イタリアの地震リスク階級 (it) では、zona 4 (sismicità molto bassa) に分類される。

## 行政

### 分離集落
リオには、以下の分離集落（フラツィオーネ）がある。
- Bagnaia, Cavo, Nisportino, Nisporto, Rio Marina, Rio nell'Elba